# Patricia Kaas
Patricia Kaas (* 5. prosince 1966) je francouzská zpěvačka, skladatelka a příležitostná herečka. Patří mezi nejúspěšnější interpretky šansonu, přestože její hudba je považována spíše za kombinaci šansonu s popem, jazzem a kabaretem. Od vydání prvního alba Kaas prodala přes 16 milionů kopií svých nahrávek a vystupovala s hvězdami jako např. Michael Jackson, Mariah Carey, Luther Vandross či Status Quo. Kaas reprezentovala Francii mj. na Eurovision Song Contest 2009 v Moskvě s písní „Et S'il Fallait Le Faire“ a obsadila zde 8. místo.

## Život a kariéra

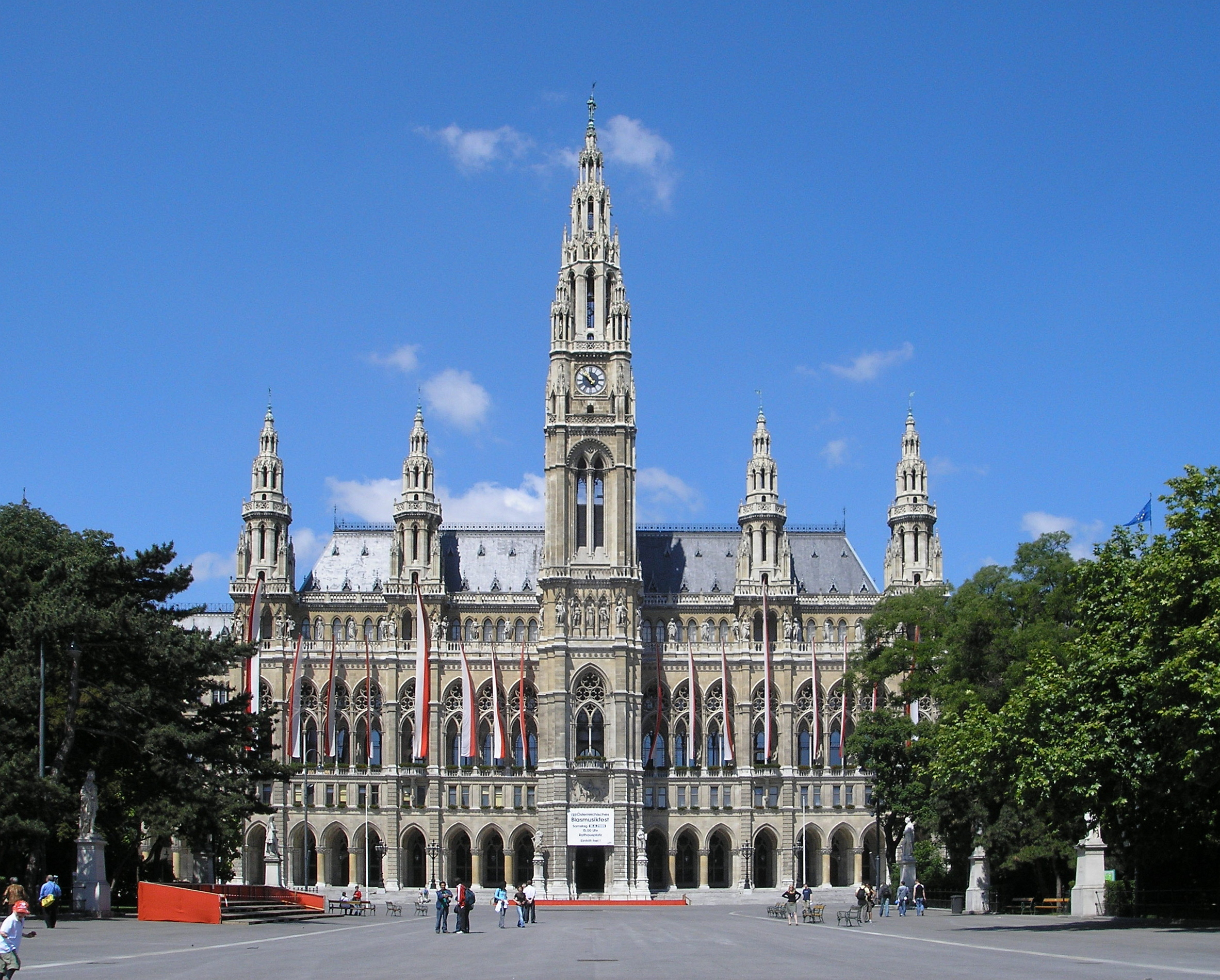
Radnice ve Vídni, Rakousko

### Dětství a začátky
Patricia Kaas se narodila jako nejmladší ze sedmi dětí do rodiny lotrinského důlního dělníka a Němky. Vyrůstala nedaleko německých hranic a do šesti let se učila mluvit pouze sárským dialektem. Odmala zpívala pro menší publikum, dokud ve třinácti s pomocí svého bratra nepodepsala svoji první smlouvu s regionálním klubem Rumpelkammer. Už tehdy Patricia zaujala okolí svým zvláštně zabarveným hlasem, připomínajícím Édith Piaf či Marlene Dietrich. Ve věku devatenácti let ji objevil skladatel François Bernheim, který o ní pověděl herci Gérardovi Depardieu. Depardieu se rozhodl produkovat její první singl „Jalouse“, který napsali Bernheim a Depardieuho žena Elisabeth. Přes jeho neúspěch Kaas pokračovala ve zpěvu a její příští singl se již dostal na sedmé místo francouzské hitparády.

## Fotogalerie

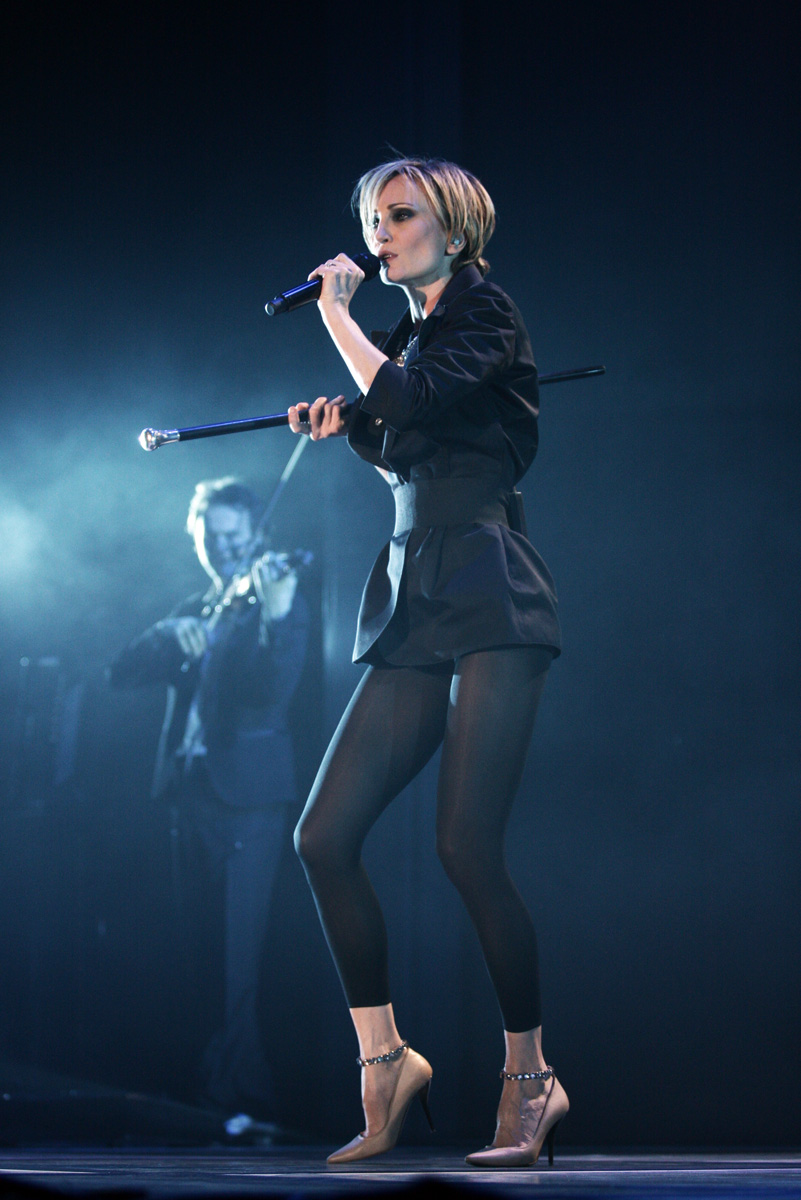
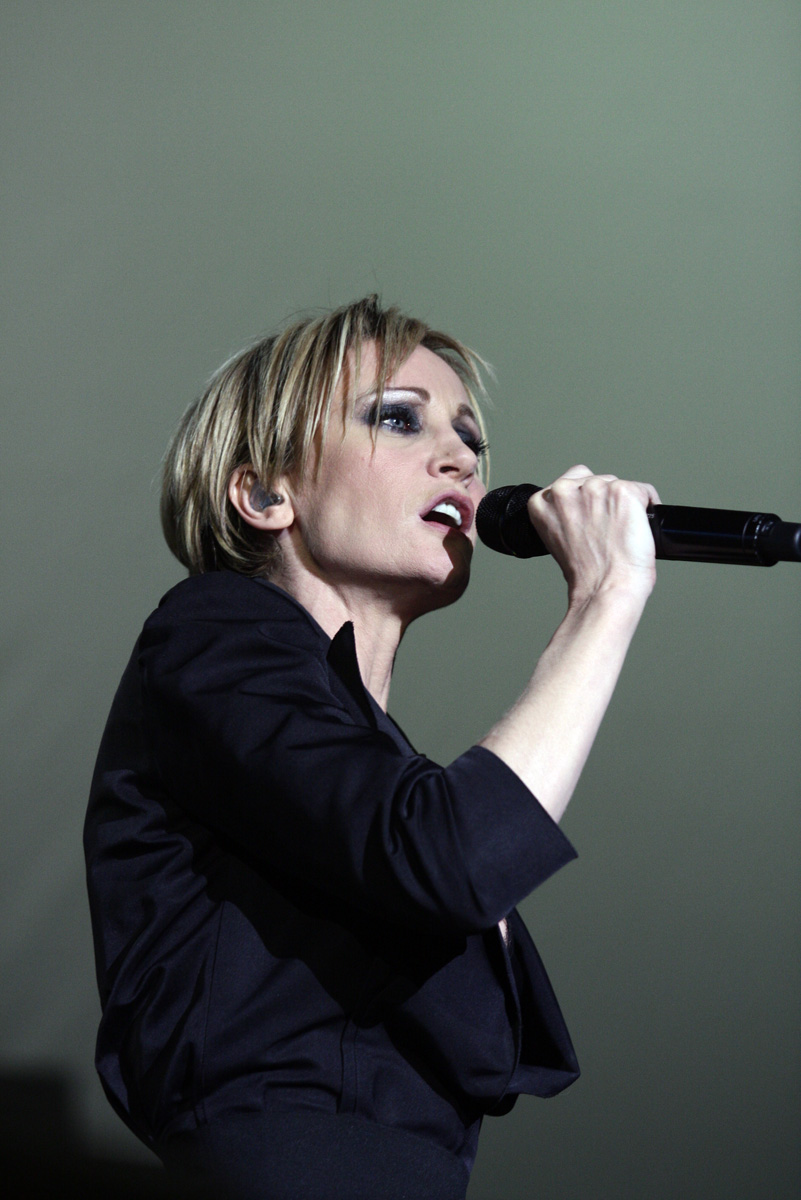
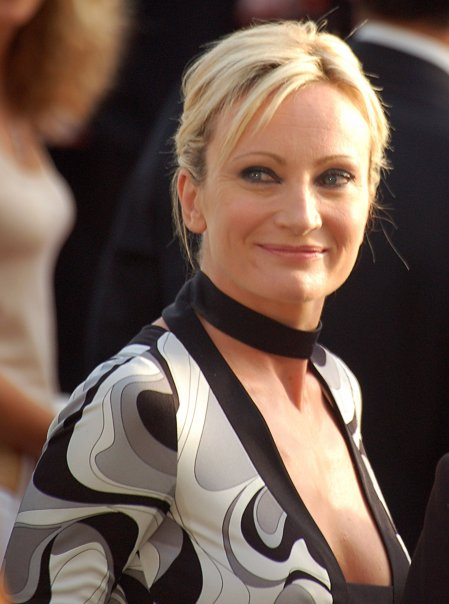

## Diskografie

### Studiová alba
| Rok       | Název                  | Vydavatel         | Vydáno             | Prodej    | Ocenění                    | Umístění | Umístění | Umístění | Umístění  | Umístění | Umístění | Umístění   | Umístění | Umístění    | Umístění |
| --------- | ---------------------- | ----------------- | ------------------ | --------- | -------------------------- | -------- | -------- | -------- | --------- | -------- | -------- | ---------- | -------- | ----------- | -------- |
| Rok       | Název                  | Vydavatel         | Vydáno             | Prodej    | Ocenění                    | Francie  | Valonsko | Belgie   | Švýcarsko | Finsko   | Německo  | Nizozemsko | Rakousko | Nový Zéland | Polsko   |
| 1988      | Mademoiselle chante... | Polydor           | Prosinec 1988      | 1,000,000 | Diamantová deska (1990)    | 2        | —        | —        | —         | —        | —        | —          | —        | —           | —        |
| 1990      | Scène de vie           | Columbia Records  | 9. dubna 1990      | 1,000,000 | Diamantová deska (1998)    | 1        | —        | —        | 15        | —        | —        | —          | —        | —           | —        |
| 1993      | Je te dis vous         | Sony              | 6. dubna 1993      | 1,000,000 | Diamantová deska (1994)    | 1        | —        | —        | 2         | —        | 11       | 83         | —        | —           | —        |
| 1997      | Dans ma chair          | Sony              | 17. března 1997    | 600,000   | 2 x Platinová deska (1998) | 2        | 1        | 27       | 5         | 8        | 16       | 77         | 45       | —           | —        |
| 1999      | Le Mot de passe        | Sony              | 14. května 1999    | 300,000   | Platinová (1999)           | 2        | 2        | —        | 14        | 26       | 27       | —          | —        | —           | —        |
| 2002      | Piano Bar              | Sony              | 19. listopadu 2002 | 100,000   | Zlatá deska (2002)         | 10       | 6        | —        | 6         | —        | 12       | —          | 38       | 35          | —        |
| 2003      | Sexe fort              | Sony              | 1. prosince 2003   | 200,000   | 2 x Zlatá deska (2003)     | 9        | 3        | 99       | 6         | 31       | 55       | —          | —        | —           | —        |
| 2008/2009 | Kabaret                | Sony              | 2008/2009          | 100,000   | Zlatá deska                | 15       | 4        | 38       | 3         | 7        | 32       | —          | —        | —           | 19       |
| 2012      | Kaas Chante Piaf       | Richard Walter V2 | 5. listopadu 2012  | -         | -                          | 6        | 11       | 45       | 8         | —        | 28       | 89         | 72       | —           | 22       |

### "Live" alba
| Rok  | Název                                                              | Vydavatel | Vydáno        | Prodej  | Ocenění                | Hitparáda | Hitparáda | Hitparáda | Hitparáda | Hitparáda |
| ---- | ------------------------------------------------------------------ | --------- | ------------- | ------- | ---------------------- | --------- | --------- | --------- | --------- | --------- |
| Rok  | Název                                                              | Vydavatel | Vydáno        | Prodej  | Ocenění                | Francie   | Francie   | Valonsko  | Švýcarsko | Německo   |
| 1991 | Carnets de scène 1                                                 | Sony      | Květen 1990   | 200,000 | 2 x Zlatá deska (1995) | 8         | —         | —         | 40        | 53        |
| 1994 | Tour de charme 2                                                   | Sony      | Listopad 1994 | 300,000 | Platinová deska (2001) | 14        | —         | —         | 42        | 65        |
| 1998 | Rendez-vous 3                                                      | Sony      | Srpen 1998    | 200,000 | 2 x Zlatá deska (1999) | 6         | —         | 5         | 29        | —         |
| 2000 | Live 4                                                             | Sony      | Srpen 2000    | 200,000 | 2 x Zlatá deska (2002) | 5         | —         | 11        | 18        | —         |
| 2001 | Les Indispensables de Patricia Kaas (nové vydání Carnets de scène) | Sony      | 2001          | —       | —                      | —         | —         | —         | —         | —         |
| 2005 | Toute la musique... 5                                              | Sony      | Leden 2005    |         |                        | 10        |           | 15        | 40        | 34        |

### Kompilace
| Rok  | Název                       | Vydavatel | Vydáno         | Prodej  | Ocenění                | Umístění | Umístění | Umístění  | Umístění | Umístění |
| ---- | --------------------------- | --------- | -------------- | ------- | ---------------------- | -------- | -------- | --------- | -------- | -------- |
| Rok  | Název                       | Vydavatel | Vydáno         | Prodej  | Ocenění                | Francie  | Valonsko | Švýcarsko | Finsko   | Německo  |
| 2001 | Rien ne s'arrête            | Sony      | 22. října 2001 | 300,000 | Platinová deska (2002) | 2        | 3        | 14        | 38       | 39       |
| 2007 | Ma Liberté contre la tienne | Sony      | Listopad 2007  | —       | —                      | —        | —        | —         | —        | —        |
| 2009 | 19 par Patricia             | Sony      | 2009           | —       | —                      | 27       | 42       | —         | —        | —        |

## Filmografie
| Rok  | Film                                                                            |
| ---- | ------------------------------------------------------------------------------- |
| 2002 | And Now... Ladies And Gentlemen Režie: Claude Lelouch Premiéra: 29. květen 2002 |
| 2012 | Režie: Thierry Binisti Premiéra: 15. květen 2012                                |